# Орден Святого равноапостольного князя Владимира (УПЦ МП)
Орден Святого равноапостольного князя Владимира (укр. Орден святого рівноапостольного князя Володимира) — награда Украинской православной церкви Московского патриархата. Учреждён для награждения епископата, духовенства, мирян, а также государственных деятелей, работников культуры и искусств за личный вклад в деле возрождения духовности, повышение роли Церкви в жизни общества и государства.

## Статутордена
Орден награждают за личный вклад в деле возрождения духовности, повышение роли Церкви в жизни общества и государства.
Орденом награждаются граждане Украины и иностранные граждане.
Орден предназначен для награждения:
- епископата,
- духовенства,
- мирян,
- государственных деятелей,
- работников культуры и искусств.

Награждение орденом производится по благословению Предстоятеля Украинской Православной Церкви.
Награждение производится по представлению правящих архиереев на имя Митрополита Киевского и всея Украины. Вносить предложения о награждении орденом могут также органы законодательной, исполнительной и судебной власти.
Решение о награждении принимается Комиссией по награждениям.
Лица, награждённые орденом, вручаются знак ордена и грамота.
Повторное награждение орденом одной степени не допускается.
Вручение ордена проводится в торжественной обстановке.
Орден, как правило, вручает Предстоятель Украинской Православной Церкви или, по его благословению, епархиальный архиерей.
Орден носят на правой стороне груди.
В случае утраты или порчи ордена дубликат не выдаётся.

## Степени
Орден имеет три степени. Наивысшей степенью ордена является I степень.
Награждение орденом производится последовательно, начиная с III степени.

## Внешний вид знаков
- Знак ордена I степени изготавливается из меди и покрывается позолотой (толщина покрытия — 0,2 мк). Награда имеет форму многолучевой звезды, на которую наложен крест, каждая сторона которого имеет форму короны святого князя Владимира. В середине креста размещен круглый медальон с профильным барельефом святого князя Владимира. Круг медальона украшен 24 стразами красного цвета «под рубин». На обратной стороне — застежка для прикрепления ордена к одежде и выгравирована номер награды. Размер ордена между противоположными концами креста — 65х65 мм, диаметр медальона — 28 мм.
- Знак ордена II степени аналогичен знаку I степени, но покрывается серебром с чернением (толщина покрытия — 9 мк).
- Знак ордена III степени такой же, как и II степени, но не имеет звезды.